# 首爾站
首爾站（：／ Seoullyeok */?）位於韓國首爾特別市龍山區南營洞與中區會賢洞，是京釜線、京義線與仁川國際機場鐵道交會的鐵路車站。京釜線、京義線以此站為起點，也擔當京釜高速鐵道與京釜線列車始發中心車站的角色。首爾站東部有首爾地鐵1號線和4號線在地下通過，西部有仁川國際機場鐵道在地下通過。現在的站舍在2003年開張，是民營站舍。舊站舍以「文化站首爾284」（문화역서울 284）的名義保存。京釜線、京義線的官方站名是「首爾站」，首爾地鐵1號線與首爾地鐵4號線的官方站名是「首爾站站」（서울역역），通稱「地下首爾站」（지하 서울역）。
2016年12月9日起此站可搭乘韓國高速鐵道的湖南線和全羅線。

## 歷史

### 南大门站

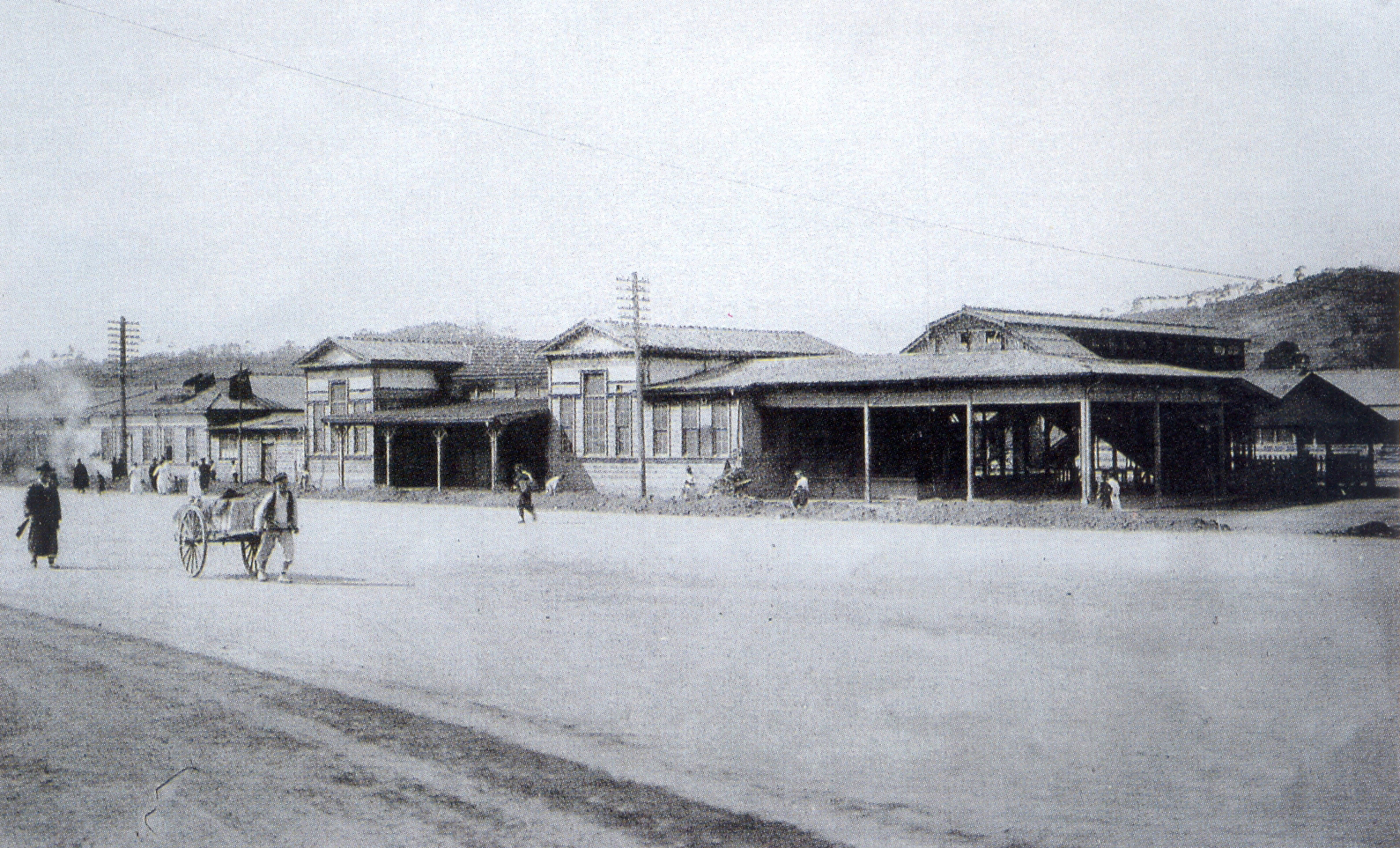
1910年的南大门站

首尔站的前身南大门站随京仁线修建。1900年7月8日京仁線汉江铁桥竣工，鷺梁津站－西大门站通車，在崇禮門（南大门）外设站，是为南大门站（남대문역）。
随着1905年京釜线开通、1906年京义线开通、1914年京元线开通，南大门站成为朝鲜半岛各干线铁路的交汇站。1915年车站部分结构被拆除重建，同时新建站台及扩建其他设施，但由于当时京城不断发展、人口增长，扩建后的南大门站仍旧难以应付日益增长的客货流。

### 第二代站舍
京义线连接朝鲜半岛和满洲，被当时的日本统治者极为看重。因此作为京义线始发站的南大门站也被赋予了重要地位，于1922年开始建设新站舍，是当时朝鲜半岛建造时间最长、造价最高的铁路建筑。1923年1月1日车站更名为京城站（京城駅）。
京城站站舍由日本東京帝國大學出身塚本靖设计，清水建设施工。期间由于受到日本关东大地震影响停工12个月，最终于1925年9月30日竣工。京城站站舍面积6837平方米，外立面由红砖装饰。站房地下一层、地上二层，1层是候车厅、行李领取处等旅客设施，2层同时配有旅客设施和车站办公室。
1947年11月1日，改名為“首尔”站（서울역）。
在1950年代的朝鲜战争中，站舍穹顶部分及部分内部空间结构遭到了破坏。1957年12月30日：西站舍啟用。战争后，車站的旧站舍于1970年代重新改建，将具有重要意义的主要空间进行复原。车站站舍于1981年被列入首尔特别市史迹第284号。

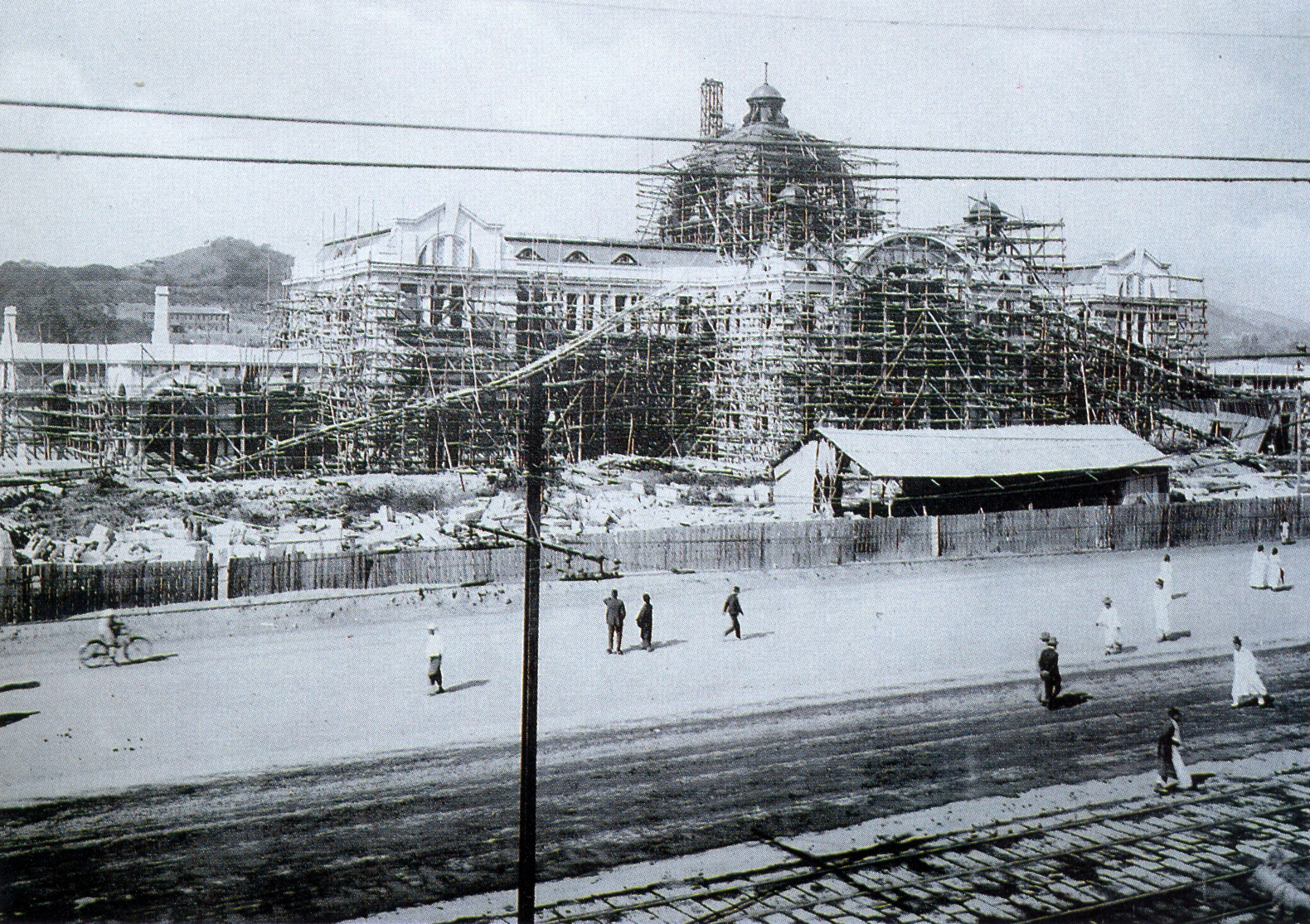
1924年建设中的京城站
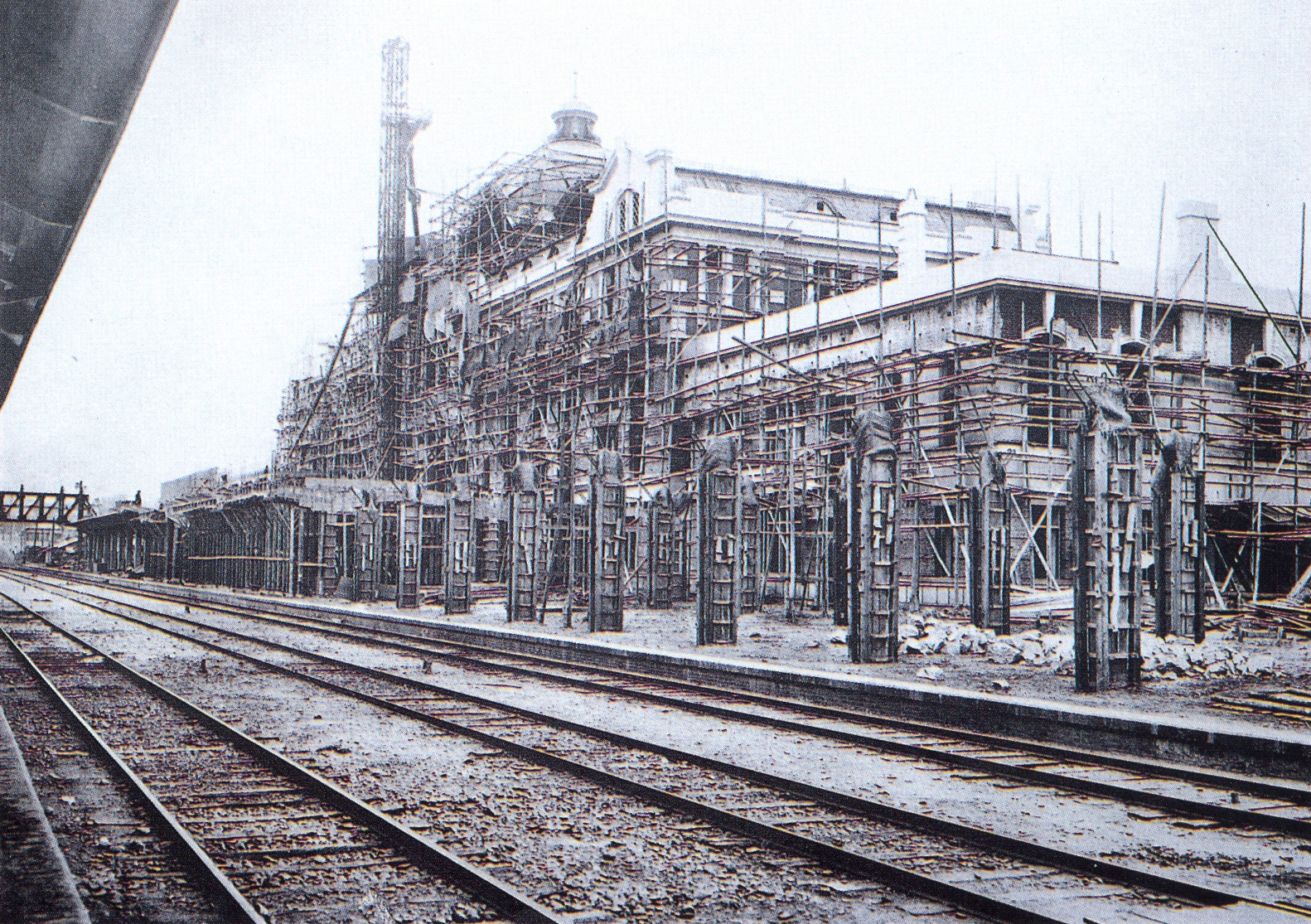
1924年建设中的京城站
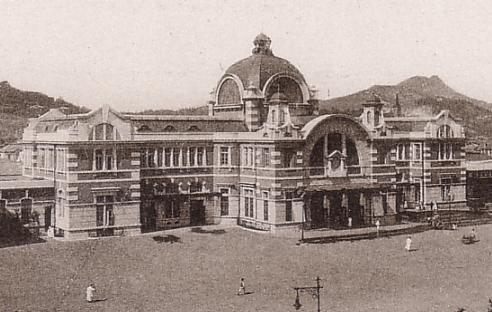
首尔站旧站舍（朝鲜日治时期）
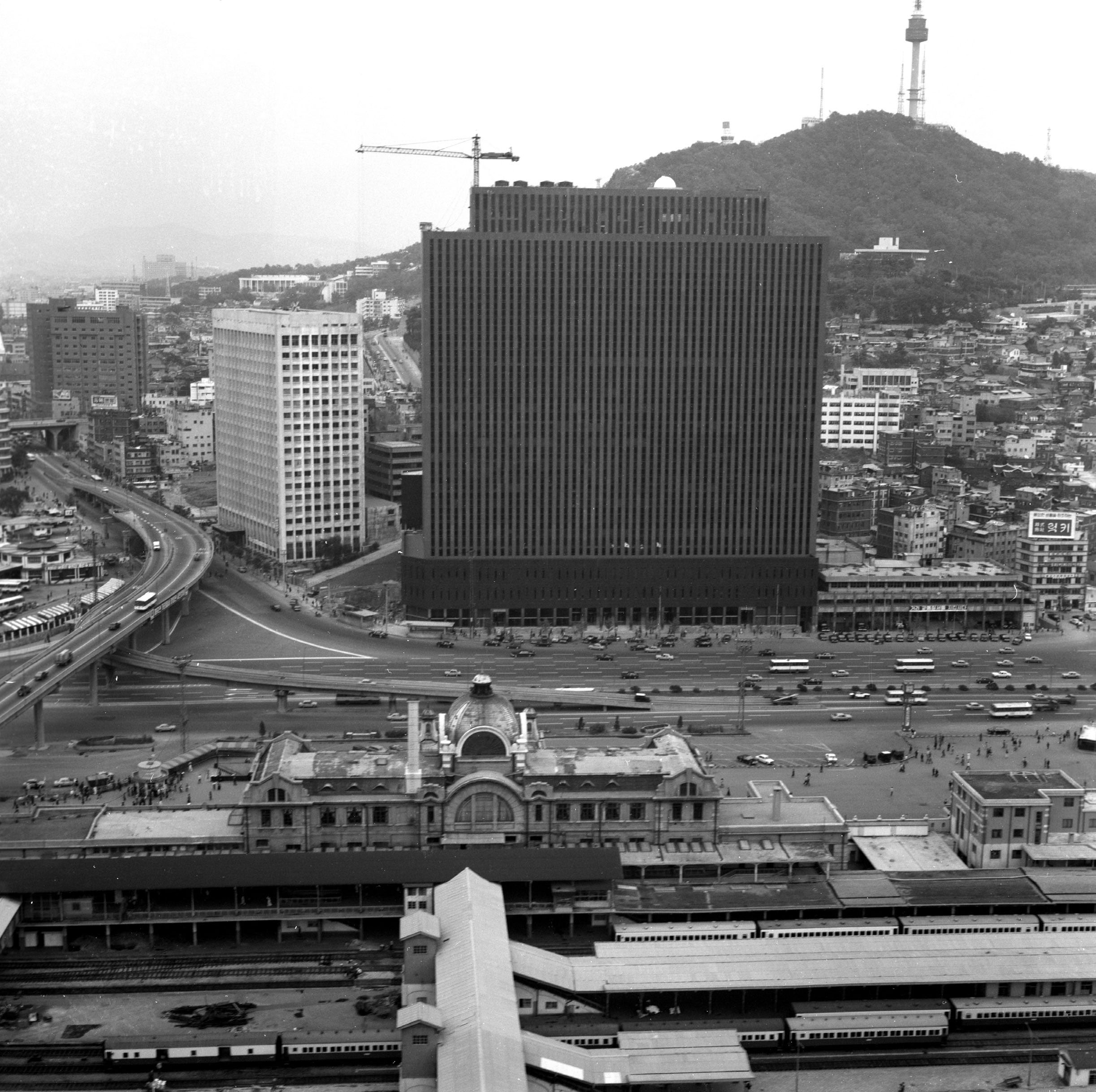
首尔站俯瞰（1976年）

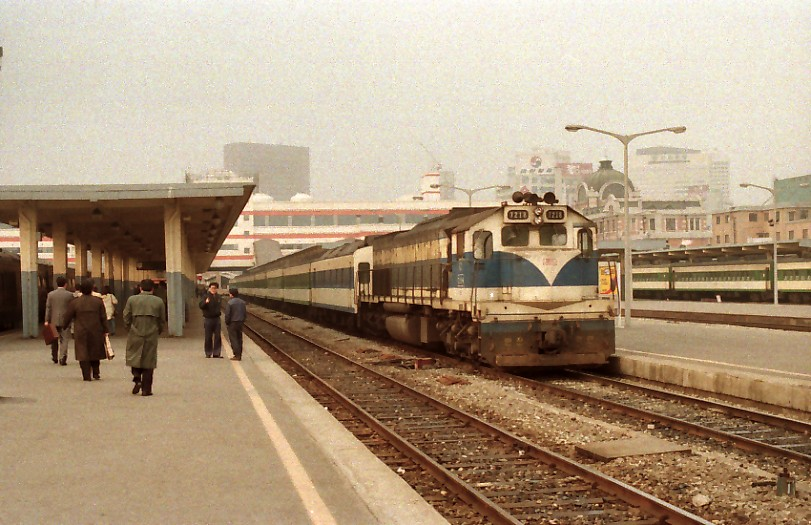
1988年的高架候车室完工后的首尔站

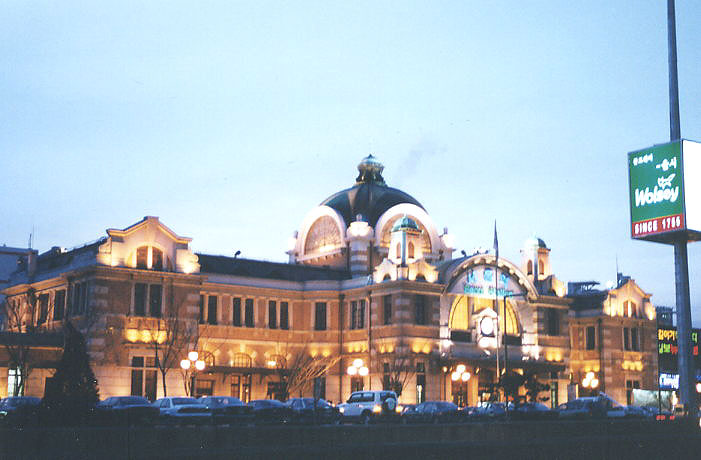
首尔站夜景（2000年）

- 1988年9月12日：第三代站舍啟用，由民間投資興建。
- 1993年5月1日：收費休息室營運開始。
- 1993年7月1日：收費休息室廢止。

### 第四代站舍

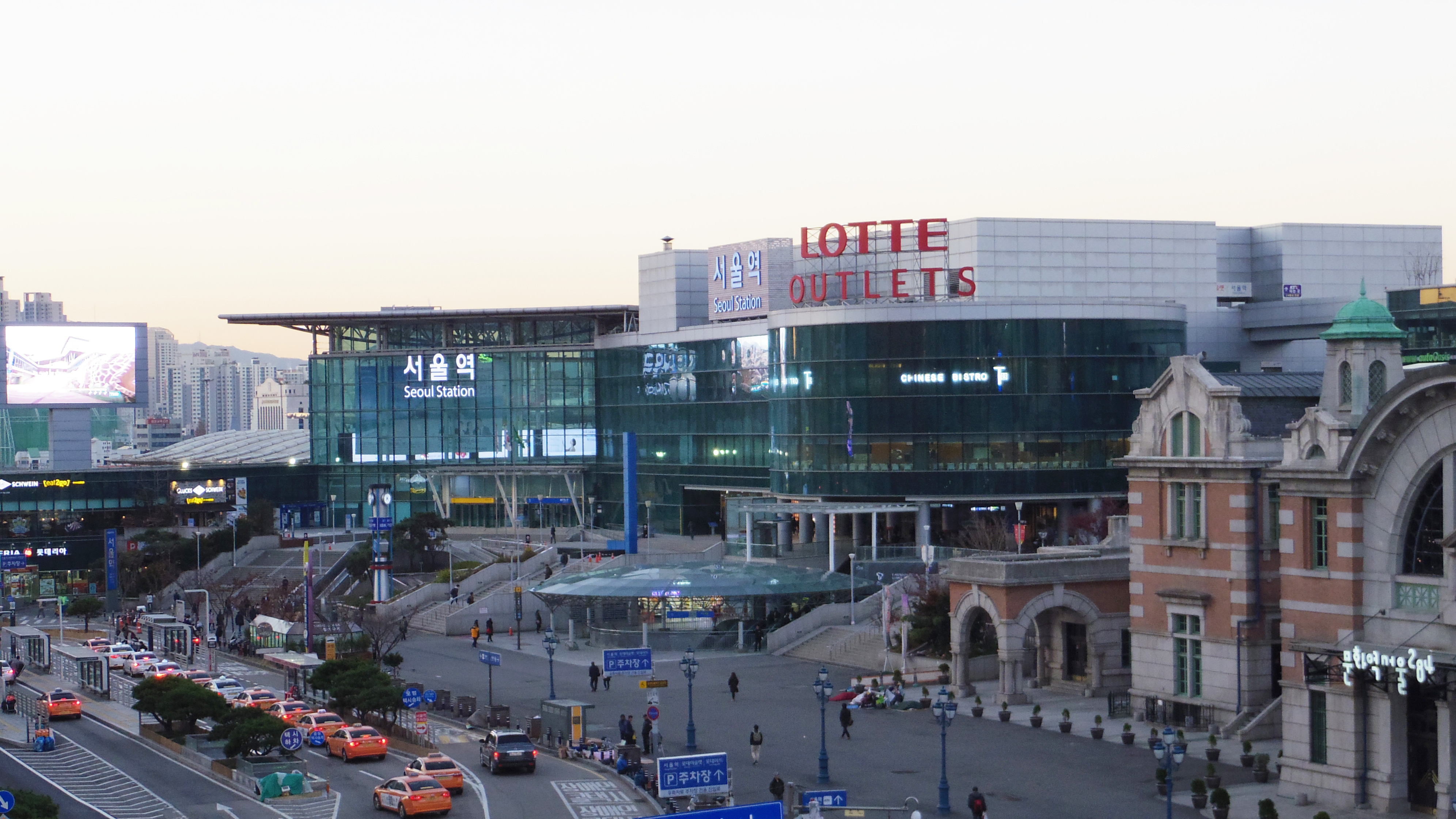
首尔站新站舍与旧站舍（文化站）

- 2003年11月28日：第四代站舍啟用，由民間投資興建。
- 2004年4月1日：KTX月台啟用及運行開始。
- 2005年1月19日，時任市長李明博宣布，漢城的中文名稱正式更改為「首爾」，漢城站的中文才改稱「首爾站」。
- 2006年5月1日：停止處理小貨物。
- 2008年12月15日：長項線（天安－新昌）雙線電氣化通車，2009年6月1日起首爾－新昌的Nuriro號開始運行。
- 2009年7月1日：首都圈電鐵京義中央線通車後，京義線通勤列車停止運行（首爾－都羅山縮短至汶山－都羅山）。
- 2013年4月12日：中部內陸循環列車開始運行。
- 2014年5月4日：和平列車運行開始。
- 2014年5月12日：京釜線ITX-新村號開始運行。
- 2014年6月1日：慶全線ITX-新村號開始運行。
- 2014年10月1日：南道海洋觀光列車開始運行。
- 2016年12月9日：首爾－新昌的Nuriro號停止運行，湖南線、全羅線KTX開始運行。
- 2017年2月28日：首爾－新昌的Nuriro號復駛。
- 2017年12月22日：江陵線KTX開始運行。
- 2018年7月1日：忠北線的Nuriro恢復運行。
- 2020年4月1日：受新型肺炎疫情影響，城市航站樓暫時停運，為期3個月。[5]

## 車站構造

### 韓國鐵道公社
首尔站目前使用的站房于2003年投入使用，与老站共同形成面积28790坪（95200平方米）的综合体。新站房面积20904坪（69103平方米），外立面设计以“弯弓”和“翅膀”为设计意向。车站为三层开放式设计，底层为股道线路，检票閘口分別設於2樓與3樓：2樓主要為一般列車（ITX-新村、無窮花號）候车及综合服务区，3樓為KTX列車候车服务区。车站二、三层除了设有人工售票窗口外，还设有28台自动售票机。
首尔站站房产权属于多元投资体制，民资占有70%的股份，因此车站综合体超过50%部分为商场。

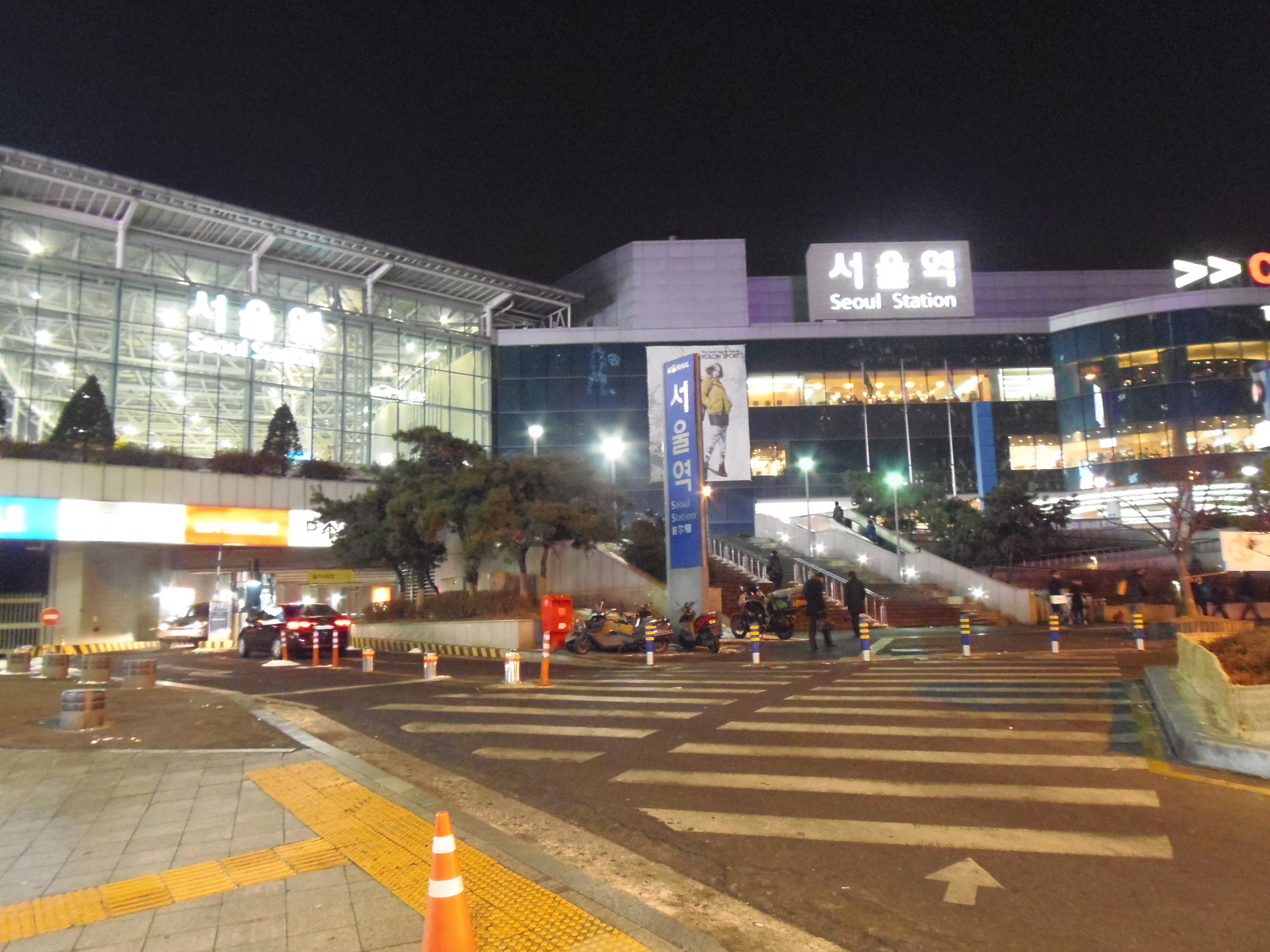
首尔站夜景
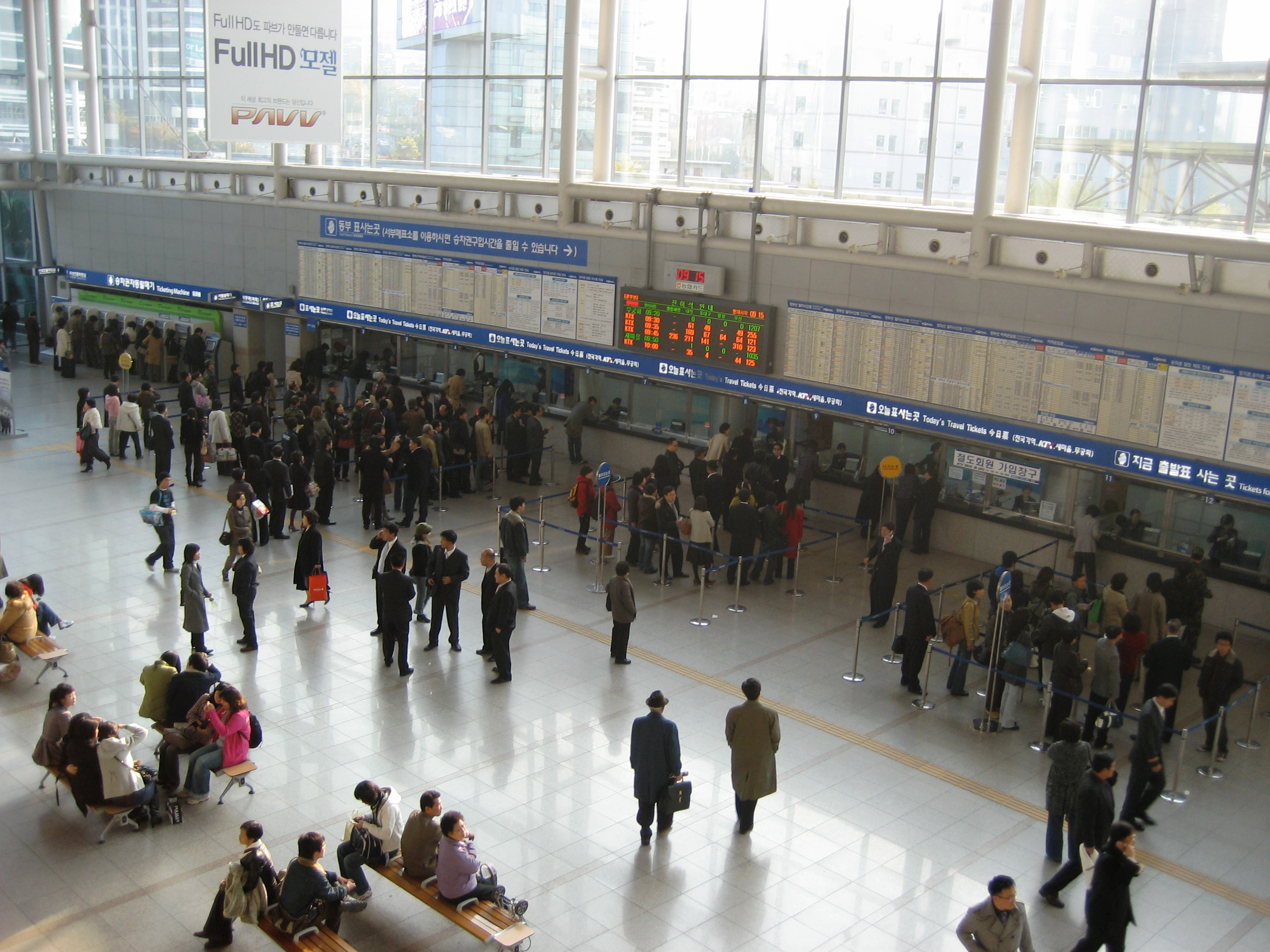
车站售票处
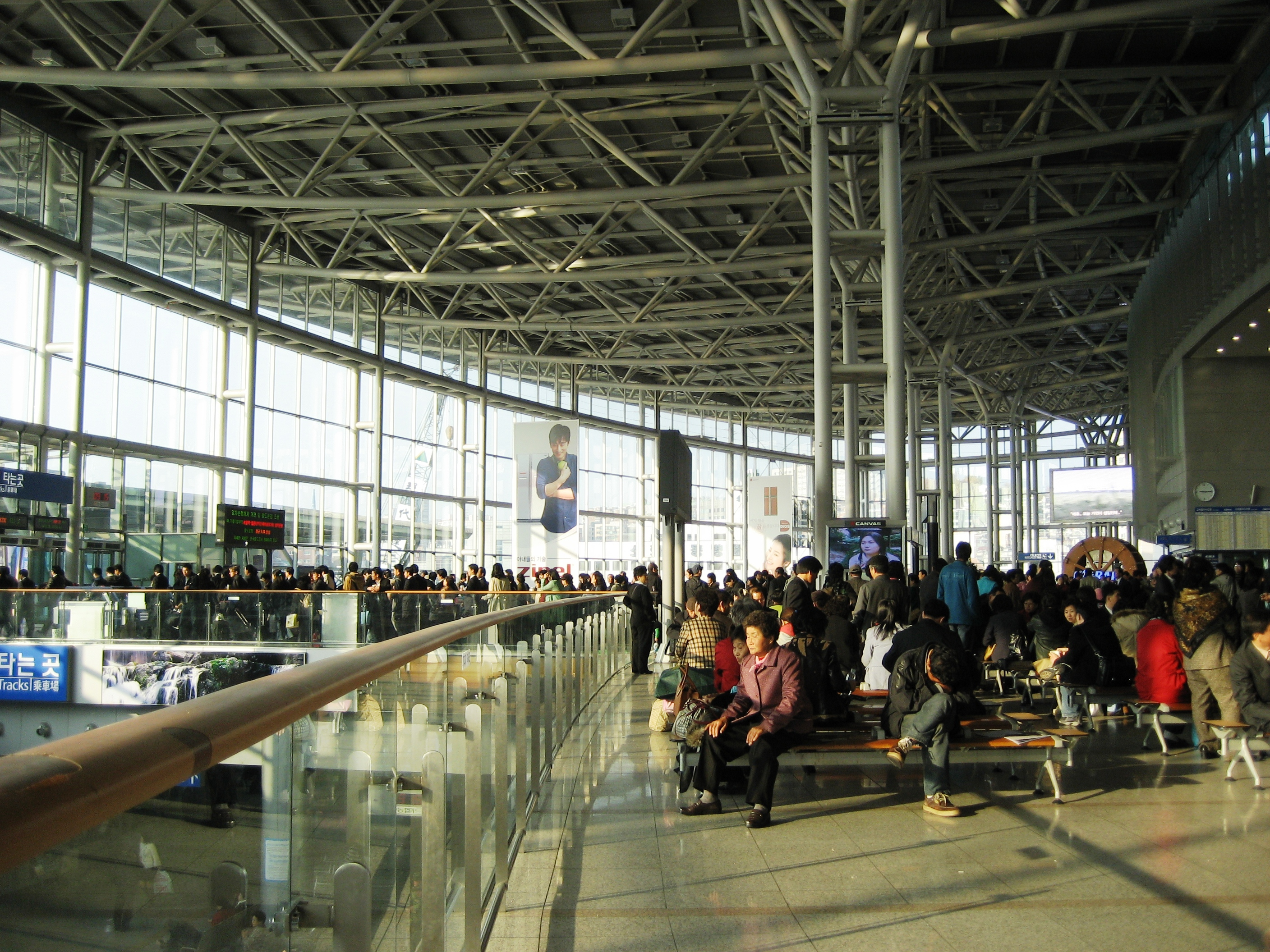
车站3层
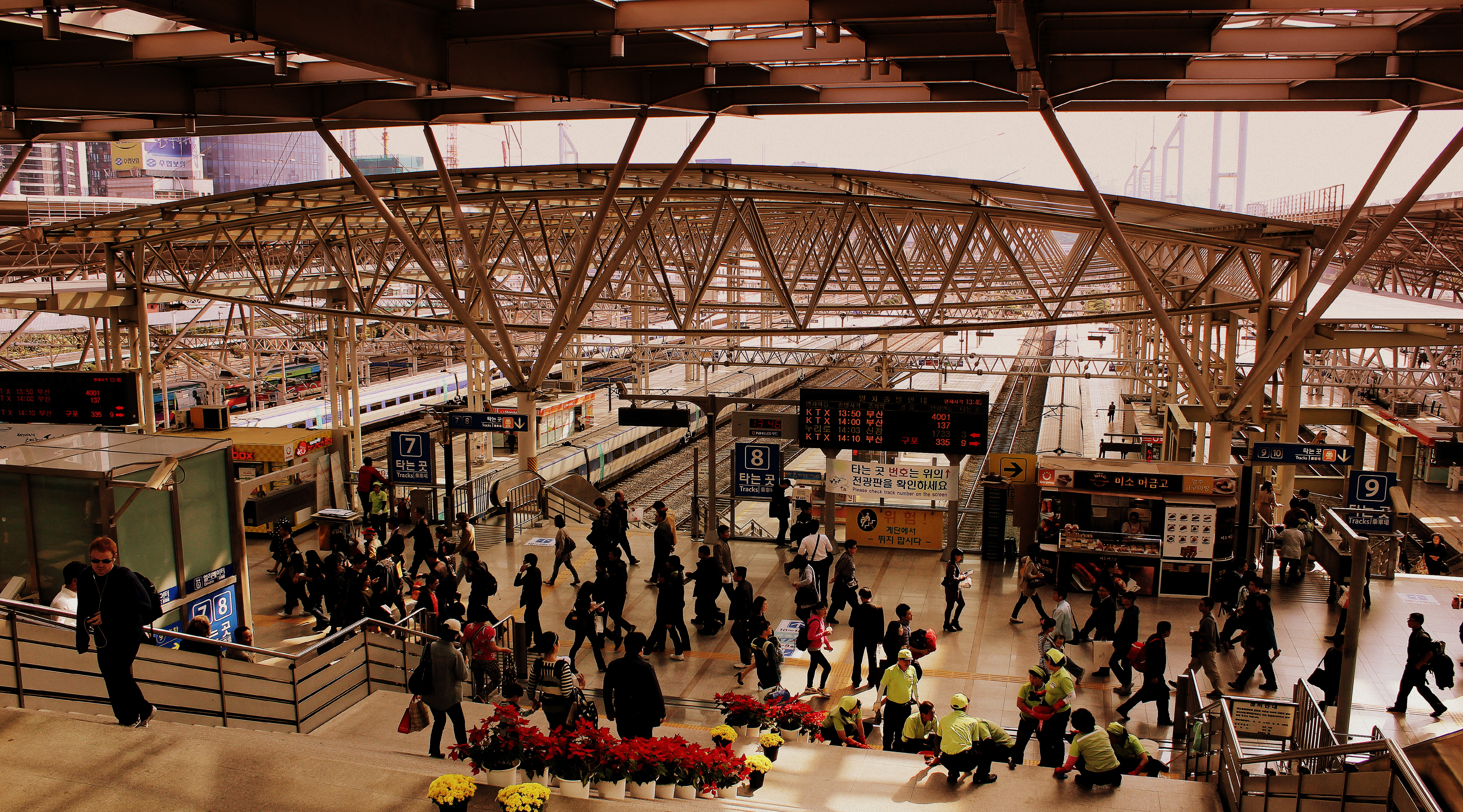
进站天桥
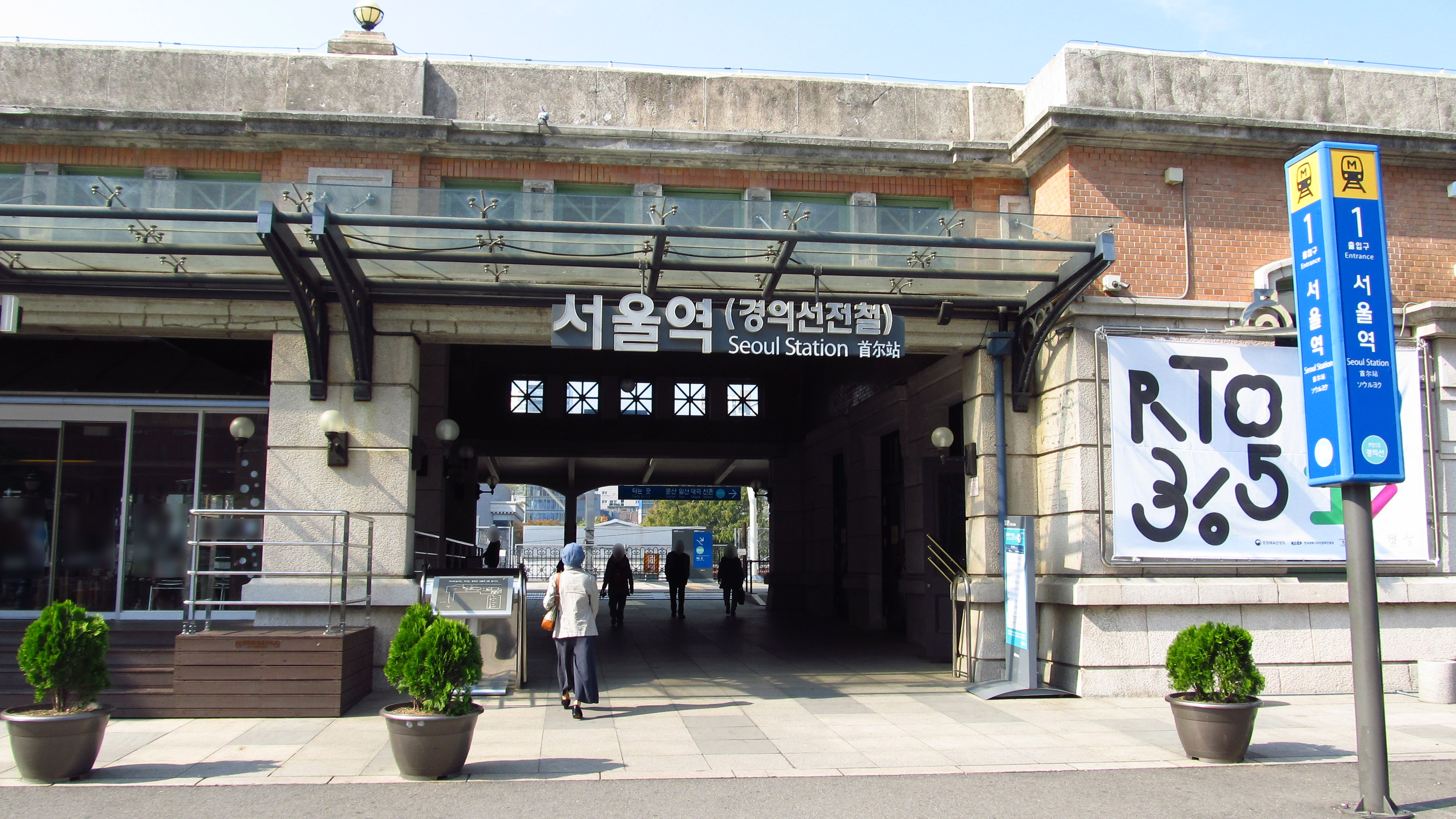
京义中央线专用入口

#### 月台配置

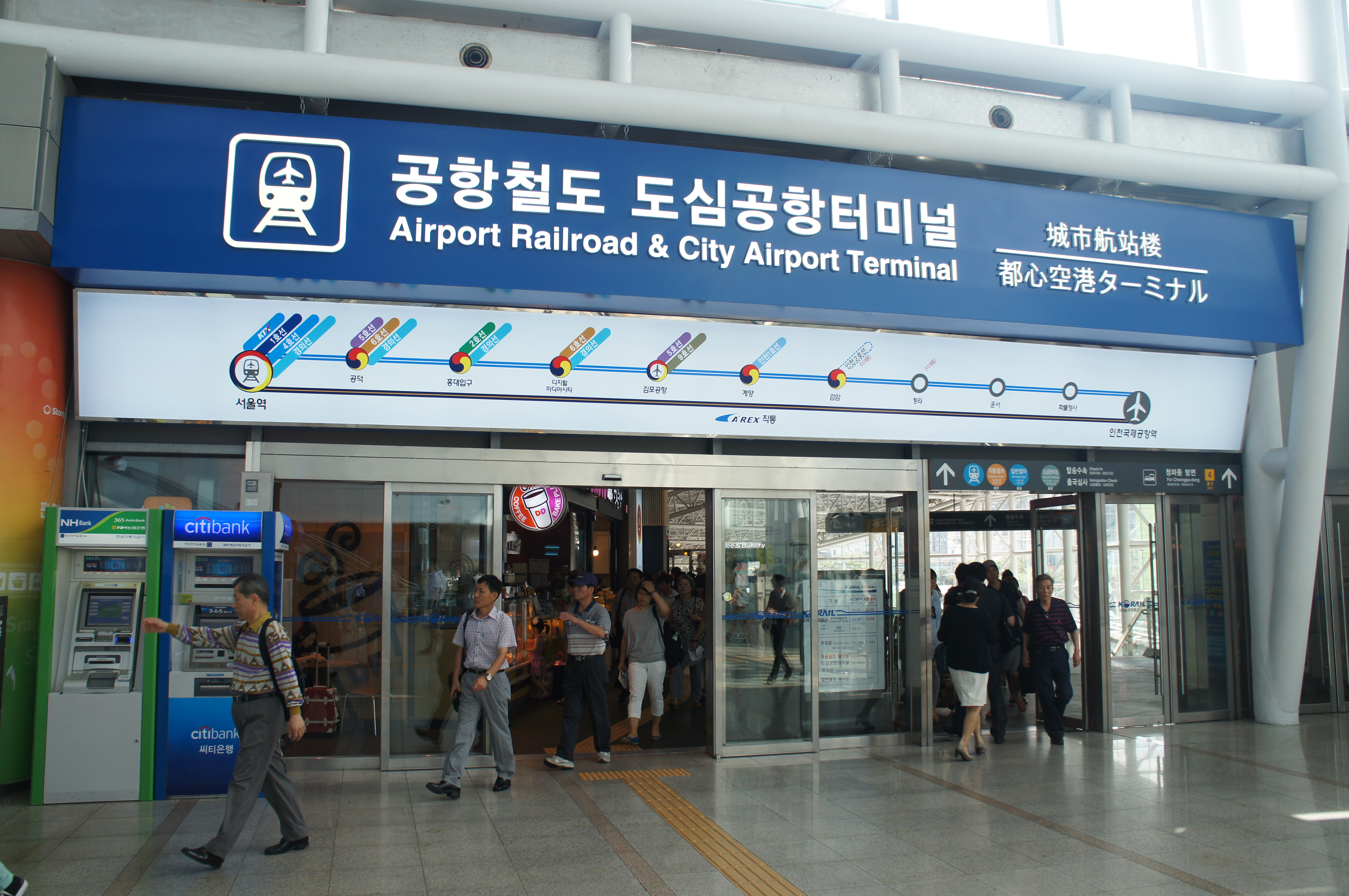
城市航站楼
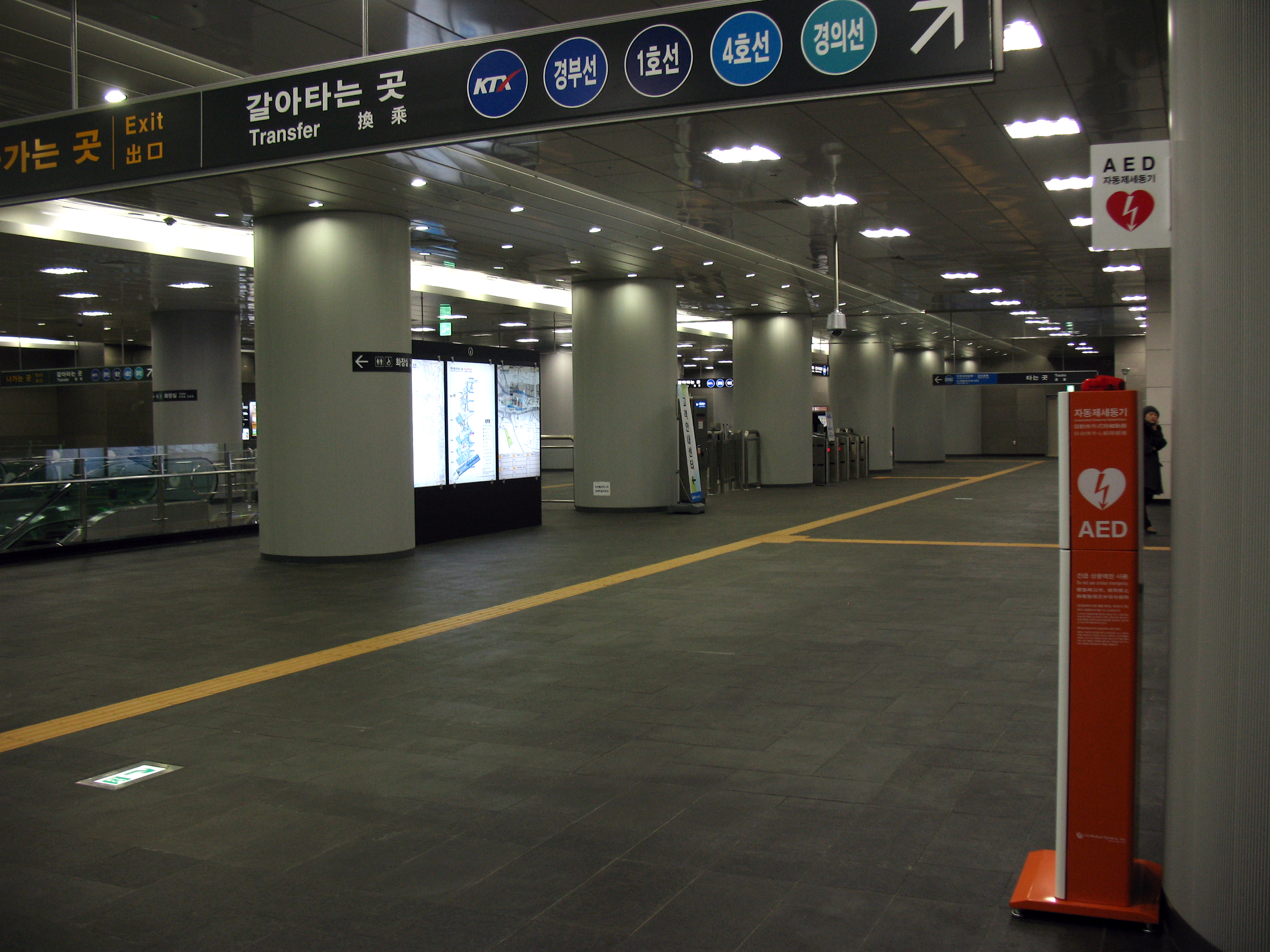
机场铁道站厅
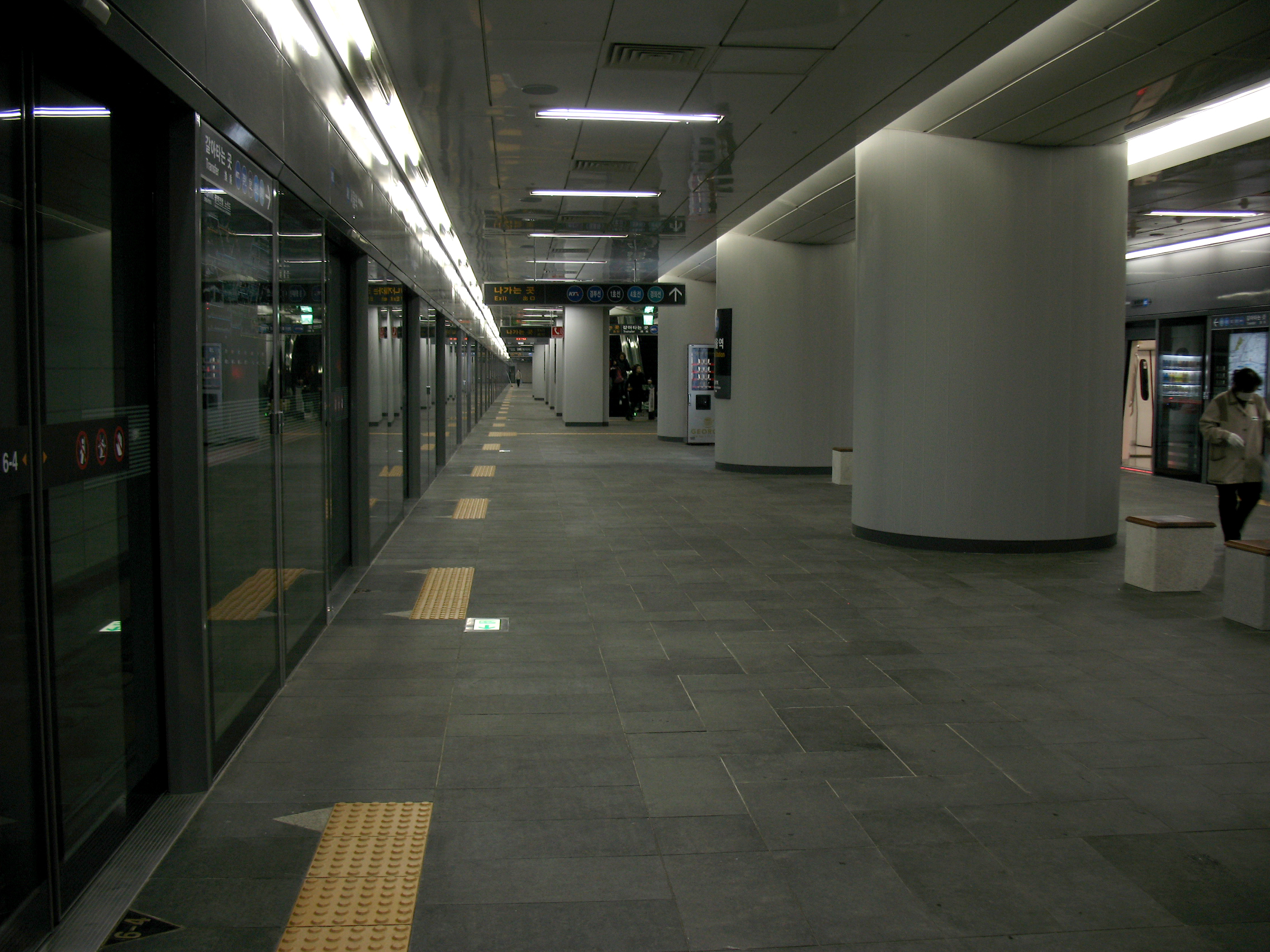
机场铁道站台
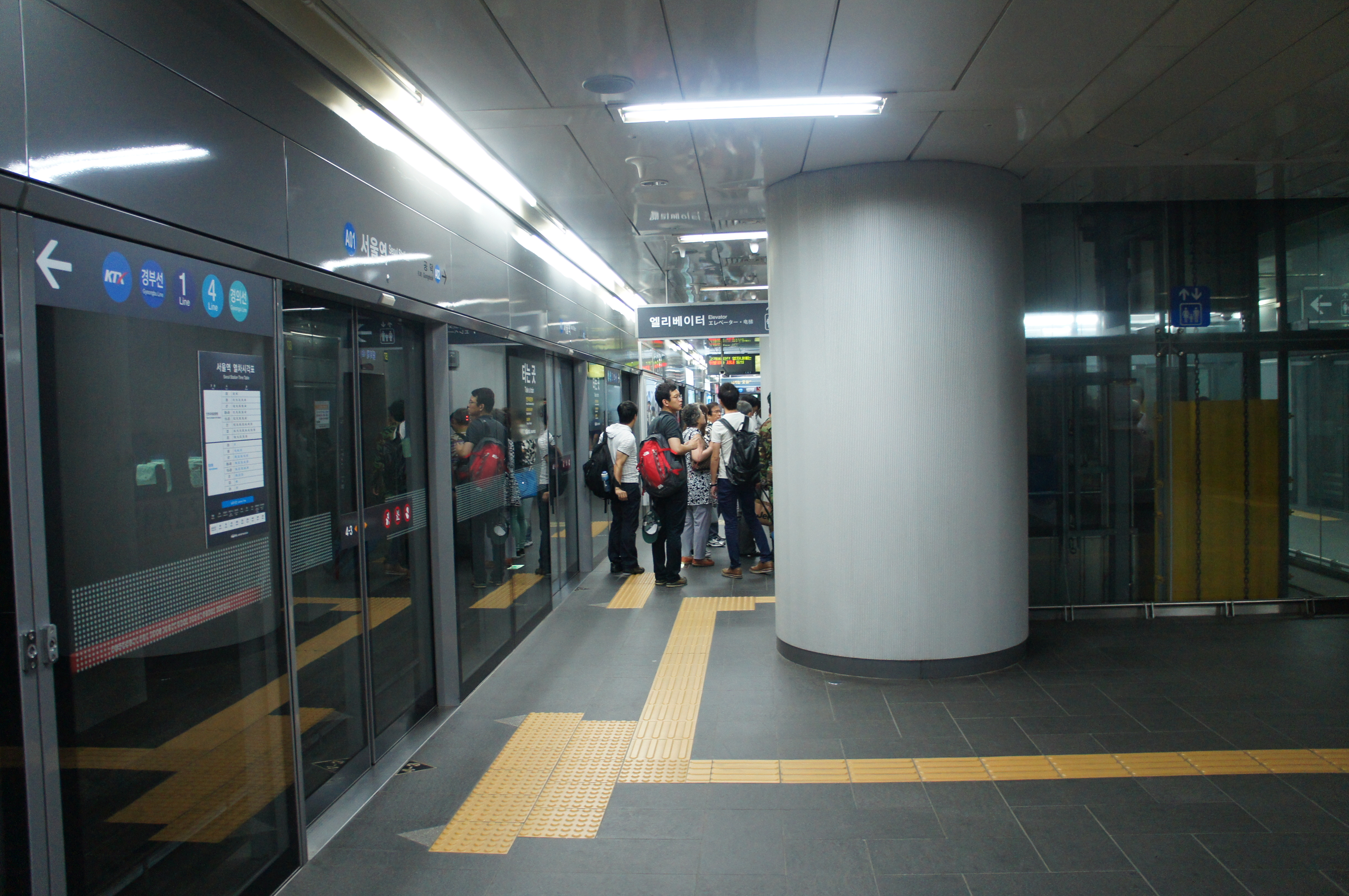
站台

首尔站为8面16線月台的地面車站，東端的月台1面2線與西端的月台1面1線為首都圈電鐵用高月台，其餘的月台為KTX與一般列車使用的低月台。東端的1、2號月台為早上尖峰時段運行的京釜電鐵線的急行列車與Nuriro號使用，西端（沒有月台編號）月台為京義·中央線使用。1、2號月台只與KORAIL機場鐵道、首爾地下鐵（地下首爾站）設有聯絡通道接續，沒有與西端月台的聯絡通道，需閘外轉乘。
| ↑ 幸信（京義線 KTX）/ 新村（京義·中央線） ↑                                           |
| \| 京義                                                                               |
|                                                                                       |
| \| 14 13 \| 12 11 \| 10 ９ \| ８７ \| ６５ \| ４３ \| ２１ \|                         |
| ↓ 清涼里（京元線）/↓ 光明（京釜高速線 KTX）/ 龍山（京釜線）↓/ 衿川區廳（1號線急行） ↓ |

| 月台   | 路線、類別 | 目的地                                                            |
| ------ | --- | ----------------------------------------------------------------- |
| 京义   | ● 京義·中央線 ● 京義·中央線 A急行                                                                                  | 新村、一山、文山方向                                              |
| 1、2   | ● 1號線 天安急行（B急行）                                                                                          | 天安方向                                                          |
| 3、4   | ■ 京釜線 ITX-新村 ■ 慶全線 ITX-新村 ■ 京釜線 無窮花號 ■ 慶全線 無窮花號 ■ 京釜高速線 KTX ■ 京釜線 KTX ■ 東海線 KTX | 大田、東大邱、釜山、浦項、馬山、晉州方向 幸信、進永、昌原中央方向 |
| 5、6   | ■ 京釜線 ITX-新村 ■ 慶全線 ITX-新村 ■ 京釜線 無窮花號 ■ 慶全線 無窮花號 ■ 京釜高速線 KTX ■ 京釜線 KTX ■ 東海線 KTX | 大田、東大邱、釜山、浦項、馬山、晉州方向 幸信、進永、昌原中央方向 |
| 7、8   | ■ 京釜線 ITX-新村 ■ 慶全線 ITX-新村 ■ 京釜線 無窮花號 ■ 慶全線 無窮花號 ■ 京釜高速線 KTX ■ 京釜線 KTX ■ 東海線 KTX | 大田、東大邱、釜山、浦項、馬山、晉州方向 幸信、進永、昌原中央方向 |
| 9、10  | ■ 京釜線 ITX-新村 ■ 慶全線 ITX-新村 ■ 京釜線 無窮花號 ■ 慶全線 無窮花號 ■ 京釜高速線 KTX ■ 京釜線 KTX ■ 東海線 KTX | 大田、東大邱、釜山、浦項、馬山、晉州方向 幸信、進永、昌原中央方向 |
| 11、12 | ■ 京釜線 ITX-新村 ■ 慶全線 ITX-新村 ■ 京釜線 無窮花號 ■ 慶全線 無窮花號 ■ 京釜高速線 KTX ■ 京釜線 KTX ■ 東海線 KTX | 大田、東大邱、釜山、浦項、馬山、晉州方向 幸信、進永、昌原中央方向 |
| 13、14 | ■ 江陵線 KTX | 平昌、江陵方向                                                    |
| 西部   | | 原京义中央线站台                                                  |

### 机场铁道
機場鐵道的站舍位於KORAIL站舍的西南部，兩站舍設有聯繋。站舍為地上2層、地下7層的構造，月台位於地下7樓。2015年3月，首爾地下鐵 首爾站方向的地下通道開通，縮短了轉乘1號線與4號線的時間。
直通列車與一般列車的月台與大堂分離，地下2樓為直通列車的閘口與都心機場客運大樓，地下3樓為一般列車的閘口。月台為2面3線構造，島式1面2線由一般列車使用，側式1面1線由直通列車使用。為方便於深入地下運行而設有扶手電梯與升降機。
然而仁川國際機場站到發的KTX不在機場鐵道的站區停靠，而在地面的KORAIL月台到發。

#### 月台配置
沒有月台編號。
| 起終點站（機場鐵道/AREX直通）                          |
| 上 下 \| 直 \|                                         |
| 孔德（機場鐵道） ↓ /仁川國際機場（機場鐵道 AREX直通）↓ |

| 月台 | 路線              | 目的地                 |
| ---- | ----------------- | ---------------------- |
| 上行 | ●仁川國際機場鐵道 | 此站終着               |
| 下行 | ●仁川國際機場鐵道 | 仁川國際機場、黔岩方向 |
| 直通 | 機場直通          | 仁川國際機場方向       |

- 城市航站楼
- 机场铁道站厅
- 机场铁道站台
- 站台

## 利用狀況
現在是大韓民國使用人數的最大規模車站，是為代表站。統一號在KTX開通的同時在2004年4月1日廢除。

### 一般列車
| 年度與上下車 | 年度與上下車 | 年度與上下車 | 使用人數 | 使用人數 | 使用人數 | 使用人數 | 使用人數 | 使用人數     |
| 年度與上下車 | 年度與上下車 | 年度與上下車 | 京釜線   | 京釜線   | 京釜線   | 京釜線   | 京釜線   | 京義·中央線  |
| 年度與上下車 | 年度與上下車 | 年度與上下車 | KTX      | 新村     | 無窮花   | 統一     | 總計     | 統一（通勤） |
| ------------ | ------------ | ------------ | -------- | -------- | -------- | -------- | -------- | ------------ |
| 2001年       | 下行         | 乘車         | 未開通   | 3788985  | 8602006  | 138899   | 12529890 | 279261       |
| 2001年       | 下行         | 下車         | 未開通   | 始發     | 始發     | 始發     | 始發     | 始發         |
| 2001年       | 上行         | 乘車         | 未開通   | 終着     | 終着     | 終着     | 終着     | 終着         |
| 2001年       | 上行         | 下車         | 未開通   | 4054445  | 9258021  | 153425   | 13465891 | 499348       |
| 2002年       | 下行         | 乘車         | 未開通   | 3555498  | 7920088  | 125829   | 11601415 | 635919       |
| 2002年       | 下行         | 下車         | 未開通   | 始發     | 始發     | 始發     | 始發     | 始發         |
| 2002年       | 上行         | 乘車         | 未開通   | 終着     | 終着     | 終着     | 終着     | 終着         |
| 2002年       | 上行         | 下車         | 未開通   | 3837797  | 8694785  | 153425   | 12686007 | 855218       |
| 2003年       | 下行         | 乘車         | 未開通   | 3264157  | 7388559  | 76985    | 10729701 | 963397       |
| 2003年       | 下行         | 下車         | 未開通   | 始發     | 始發     | 始發     | 始發     | 始發         |
| 2003年       | 上行         | 乘車         | 未開通   | 終着     | 終着     | 終着     | 終着     | 終着         |
| 2003年       | 上行         | 下車         | 未開通   | 3549812  | 8117821  | 92607    | 11760240 | 1355848      |
| 2004年       | 下行         | 乘車         | 6088919  | 1681539  | 4101142  | 17128    | 11888728 | 1288230      |
| 2004年       | 下行         | 下車         | 81       | 始發     | 6854     | 始發     | 6935     | 1284         |
| 2004年       | 上行         | 乘車         | 0        | 終着     | 終着     | 終着     | 0        | 終着         |
| 2004年       | 上行         | 下車         | 6117402  | 1783472  | 4144625  | 21314    | 12066813 | 1854197      |
| 2005年       | 下行         | 乘車         | 9032639  | 885016   | 2374704  | 廢除     | 12292368 | 1642397      |
| 2005年       | 下行         | 下車         | 114      | 3        | 32       | 廢除     | 158      | 160          |
| 2005年       | 上行         | 乘車         | 2        | 終着     | 終着     | 廢除     | 2        | 終着         |
| 2005年       | 上行         | 下車         | 9356211  | 901585   | 2142666  | 廢除     | 12400462 | 2344744      |
| 2012年       | 下行         | 乘車         | 13515748 | 508758   | 3199192  | 廢除     |          |              |
| 2012年       | 下行         | 下車         |          |          |          | 廢除     |          |              |
| 2012年       | 上行         | 乘車         |          | 終着     | 終着     | 廢除     |          | 終着         |
| 2012年       | 上行         | 下車         |          |          |          | 廢除     |          |              |

| 年度與上下車 | 年度與上下車 | 使用人數 | 使用人數 | 使用人數 | 使用人數 | 使用人數 | 使用人數 | 使用人數 |
| 年度與上下車 | 年度與上下車 | KTX      | 山川     | 新村     | 無窮花   | Nuriro   | 青春     | 總計     |
| ------------ | ------------ | -------- | -------- | -------- | -------- | -------- | -------- | -------- |
| 2013年       | 乘車         | 12681118 | 905585   | 500925   | 2882914  | 392818   | 3078     | 17366438 |
| 2013年       | 下車         | 13143852 | 696515   | 425613   | 2744054  | 517931   | 2736     | 17530701 |

### 首都圈電鐵
京義·中央線的2009年資料由開通日2009年7月1日起計至12月31日為止共184日為基準換算，機場鐵道的2010年資料由開通日2010年12月29日起計至12月31日為止共3日基準換算。
| 路線        | 路線   | 每日平均人數（人次） | 每日平均人數（人次） | 每日平均人數（人次） | 每日平均人數（人次） | 每日平均人數（人次） | 每日平均人數（人次） | 每日平均人數（人次） | 每日平均人數（人次） | 每日平均人數（人次） | 每日平均人數（人次） | 備註   |
| 路線        | 路線   | 2000年               | 2001年               | 2002年               | 2003年               | 2004年               | 2005年               | 2006年               | 2007年               | 2008年               | 2009年               | 備註   |
| ----------- | ------ | -------------------- | -------------------- | -------------------- | -------------------- | -------------------- | -------------------- | -------------------- | -------------------- | -------------------- | -------------------- | ------ |
| 京義·中央線 | 乘車   | 未開通               | 未開通               | 未開通               | 未開通               | 未開通               | 未開通               | 未開通               | 未開通               | 未開通               | 4,237                | [ 10 ] |
| 京義·中央線 | 下車   | 未開通               | 未開通               | 未開通               | 未開通               | 未開通               | 未開通               | 未開通               | 未開通               | 未開通               | 4,831                | [ 10 ] |
| 1號線       | 乘車   | 48,010               | 49,333               | 49,003               | 47,651               | 52,717               | 55,832               | 57,231               | 57,360               | 62,913               | 56,897               | [ 11 ] |
| 1號線       | 下車   | 43,744               | 42,575               | 42,179               | 41,105               | 44,363               | 46,448               | 48,092               | 48,510               | 55,367               | 49,331               | [ 11 ] |
| 1號線       | 上下車 | 91,754               | 91,908               | 91,182               | 88,756               | 97,081               | 102,280              | 105,323              | 105,870              | 118,820              | 106,228              | [ 11 ] |
| 4號線       | 乘車   | 11,983               | 10,904               | 11,030               | 10,685               | 9,332                | 8,150                | 7,665                | 7,802                | 7,458                | 7,735                | [ 11 ] |
| 4號線       | 下車   | 16,884               | 18,029               | 18,080               | 17,382               | 17,753               | 17,139               | 17,011               | 16,894               | 16,431               | 16,389               | [ 11 ] |
| 4號線       | 上下車 | 28,866               | 28,933               | 29,110               | 28,067               | 27,085               | 25,289               | 24,676               | 24,696               | 23,889               | 24,124               | [ 11 ] |
| 路線        | 路線   | 每日平均人數（人次） | 每日平均人數（人次） | 每日平均人數（人次） | 每日平均人數（人次） | 每日平均人數（人次） | 每日平均人數（人次） | 每日平均人數（人次） | 每日平均人數（人次） | 每日平均人數（人次） | 備註                 |        |
| 路線        | 路線   | 2010年               | 2011年               | 2012年               | 2013年               | 2014年               | 2015年               | 2016年               | 2017年               | 2018年               | 備註                 |        |
| 京義·中央線 | 乘車   | 5,504                | 6,141                | 6,212                | 5,672                | 5,944                | 3,169                | 2,332                | 2,861                | 3,087                | [ 10 ]               |        |
| 京義·中央線 | 下車   | 6,305                | 6,969                | 7,051                | 6,288                | 6,592                | 3,317                | 2,909                | 3,325                | 3,939                | [ 10 ]               |        |
| 1號線       | 乘車   | 61,297               | 72,495               | 73,127               | 73,855               | 74,092               | 63,945               | 62,913               | 58,795               | 55,251               | [ 11 ]               |        |
| 1號線       | 下車   | 53,130               | 61,688               | 62,297               | 64,948               | 66,476               | 57,308               | 55,367               | 52,420               | 52,954               | [ 11 ]               |        |
| 1號線       | 上下車 | 114,427              | 134,183              | 135,424              | 138,803              | 140,568              | 121,253              | 118,280              | 111,215              | 108,475              | [ 11 ]               |        |
| 4號線       | 乘車   | 9,284                | 10,917               | 10,839               | 10,932               | 10,946               | 11,170               | 12,171               | 12,365               | 13,242               | [ 11 ]               |        |
| 4號線       | 下車   | 18,924               | 22,839               | 22,097               | 20,433               | 19,575               | 20,141               | 22,041               | 21,192               | 22,477               | [ 11 ]               |        |
| 4號線       | 上下車 | 28,208               | 33,756               | 32,936               | 31,365               | 30,521               | 31,311               | 34,212               | 33,557               | 35,719               | [ 11 ]               |        |
| 機場鐵道    | 乘車   | 8,272                | 11,487               | 15,200               | 17,062               | 18,503               |                      |                      | [ 12 ]               |                      |                      |        |
| 機場鐵道    | 下車   | 8,285                | 12,292               | 16,164               | 17,856               | 19,130               |                      |                      | [ 12 ]               |                      |                      |        |

## 相鄰車站
韓國鐵道公社
京釜高速鐵道
KTX（途經高速線、途經龜浦、直通慶全線、直通東海線）※光明方向的停靠站因列車而異。
幸信（京義線） / 黔岩（仁川國際機場鐵道）－首爾－光明
KTX（途經水原）
首爾－（永登浦站 - 一部分列車停靠）－水原
京釜線
ITX-新村、無窮花號
首爾－永登浦
Nuriro
首爾－（龍山 - 一部分列車停靠）－永登浦
●首都圈電鐵1號線
B急行
首爾（133）－（永登浦站（139） - 只限早上上行）－衿川區廳（P144）

●首都圈電鐵京義·中央線
B急行
首爾（P313）－數碼媒體城（K316）
緩行
首爾（P313）－新村（P314）
機場鐵道
●仁川國際機場鐵道

## 外部連結
- 首尔市政府官方网站：首尔文化网[永久]